# Vincenzo Capelli
(Vincenzo Capelli)
Vincenzo Capelli (Castelleone, 1º giugno 1916 – Milano, 2 agosto 2001) è stato un militare italiano, grande invalido cieco di guerra, insignito della medaglia d'oro al valor militare a vivente nel corso della seconda guerra mondiale.

## Una vita di coraggio e di impegno nella solidarietà
Venne decorato con la Medaglia d'Oro al Valor Militare il 21 giugno 1941 dal principe Umberto di Savoia presso l'Istituto per Ciechi “P. Colosimo” di Napoli. Il 2 giugno 1977 Vincenzo Capelli viene conferita dal Presidente della Repubblica Giovanni Leone l'onorificenza di Commendatore dell'Ordine al merito della Repubblica Italiana.
Rimase completamente cieco a soli 24 anni, a seguito delle gravi ferite riportate durante l'aspro combattimento del 22 giugno 1940 sul fronte francese, al Passo del Piccolo San Bernardo.
Membro della Corte d'Onore della Federazione Provinciale di Milano dell'Istituto del Nastro Azzurro fra combattenti decorati al valore militare, Dirigente associativo dell'Associazione Nazionale Mutilati ed Invalidi di Guerra, rappresentò un punto di riferimento nella storia della stessa Associazione.
Capogruppo per la Lombardia, nonché Vicepresidente della Casa di Lavoro e Patronato per i Ciechi di Guerra, con sede alla Villa Mirabello di Milano.
Il Comune di Milano gli ha intitolato una via, sita in zona Garibaldi.